# Гельфанд Михайло Сергійович
Гельфанд Михайло Сергійович (нар. 25 жовтня 1963 року) — російський вчений в галузі біоінформатики, доктор біологічних наук, кандидат фізико-математичних наук (біофізика), професор факультету біоінженерії та біоінформатики Московського державного університету, член Європейської Академії. Був заступником директора Інституту проблем передавання інформації Російської академії наук та завідував навчально-науковим центром «Біоінформатика» при цьому інституті. Член Громадської ради при Міністерстві освіти та науки Російської Федерації. Заступник головного редактора газети Троїцький варіант — наука.

## Наукові інтереси
До кола наукових інтересів та зацікавлень входять: порівняльна геноміка, метагеноміка, метаболічна реконструкція та функціональна анотація генів та протеїнів, пошук регуляторних сигналів, еволюція метаболічних шляхів і регуляторних систем, альтернативний сплайсинг, статистичні особливості послідовностей ДНК.

## Громадська діяльність
Дотримується активної громадської позиції, веде боротьбу з псевдонаукою та бюрократією в академічній науці. Член Координаційної ради російської опозиції від жовтня 2012 року. В лютому 2013 року у відео для проекту «Проти гомофобії» звернувся до суспільства із закликом боронити засади правової держави.
У вересні 2014 року підписав заяву з вимогою «припинити агресивну авантюру: вивести з території України російські війська та припинити пропагандистську, матеріальну та військову підтримку сепаратистам на Південному Сході України».
2022 року підписав відкритого листа російських науковців та наукових журналістів проти війни з Україною.

## Родина
Онук радянського математика Ізраїля Моїсейовича Гельфанда.